# Ана Комнин, краљица Грузије
Ана Велика Комнина (грч. Αννα Μεγαλη Κομνηνη, грузијски: ანა კომნენმნენმნენმნენმნენმნენმნენმნენმნენნმნენნმნენმნენნმნნენნმნენნნა 6. априла 1357. - после 30. новембар 1406; Била је краљица Грузије и друга жена краља Баграта V. Била је мајка његовог најмлађег сина, Константина I Грузијског, који ће 1407. наследити свог полубрата, краља Ђорђа VII.
Била је члан моћне византијске грчке династије Великих Комнина коју је основао цар Исак I Комнин 1057. године.

## Породица и веридба
Ана је рођена у Трапезунту 6. априла 1357. године, на дан Великог четвртка, као најстарија ћерка и прво дете цара Алексија III од Трапезунта и царице Теодоре Кантакузине. Имала је два млађа брата, Василија и Манојла; и три млађе сестре: Евдокија, Марија и још једна чије име није познато; све три су касније удате за муслиманске туркменске владаре. Ана је такође имала најмање једног ванбрачног полубрата, Андроника, из очеве везе са неименованом љубавницом.
У априлу 1362. године, делегација у којој су били велики логотет Георгије, Схоларије, Севаст и историчар Михаило Панарет отишла је у Цариград, да преговара о њеној веридби са Андроником Палеологом који ће касније владати као византијски цар Андроник IV. Из непознатих разлога, веридба је поништена, а за њу је касније изабран други муж.

## Краљица Грузије
У јуну 1367. године, са 10 година и два месеца, постала је друга жена грузијског краља Баграта V, познатог и као Баграт Велики. Његова прва жена Хелена умрла је претходне године од бубонске куге, оставивши иза себе два сина. Ану су у Грузију пратили њен отац, мајка и бака по оцу, царица Ирина од Трапезунта. 
Непознатог датума, негде после 1369. године, Ана је родила сина Константина (умро 1411/1412). Касније ће владати као грузијски краљ Константин I, наследивши свог полубрата без деце, краља Ђорђа VII 1407. године. Према Ћирилу Туманову, Ана и краљ Баграт V су имали још двоје деце: Олимпијаду и Давида.
У новембру 1386, Тбилиси је опседнут и заузет од стране инвазионих снага монголског војсковође Тамерлана; а она је заједно са мужем и сином била заробљена. Као средство за њихово ослобађање, краљ Баграт V је пристао да постане муслиман, а Тамерлан их је вратио у Грузију са 20.000 монголских војника. Међутим, принц Ђорђе, син њеног мужа из првог брака, успео је да потпуно уништи монголску војску и ослободи краља и краљицу из заточеништва. На крају нису прешли на ислам, иако су се даље битке водиле са Тамерланом пре него што је дозволио да краљевство Грузија остане хришћанско.
Анин муж је умро 1393. године; умрла је негде после 1406. године.